# اربشن (فريق روك)
اربشن (بالإنجليزية: Eruption)‏ فريق عزف وغناء ألماني استمر لفترة وجيزة. قدم الفريق موسيقى من نوع كراوتروك، وهو نوع من موسيقى الروك التجريبية التي تطورت في ألمانيا الغربية في أواخر الستينيات وأوائل السبعينيات. أسس الفريق الموسيقى الألماني «كونراد شنيتزلر» (Conrad Schnitzler) وهو أيضًا مؤسس معمل زودياك للفنون الحرة Zodiak Free Arts Lab (نادي تجريبي للموسيقى الحية قصير العمر ولكنه مؤثر للغاية)، والعضو السابق لفريق العزف الألماني «تانجرين دريم Tangerine Dream» ثم فريق «كلاسترKluster».
كان لفريق «اربشن» تشكيلة سريعة التغير من الموسيقيين الذين التقى بهم شنيتزلر وعزف معهم في نادي زودياك في أواخر الستينيات وأوائل السبعينيات.

## الأعضاء الأساسيين
- كونراد شنيتزلر[8]
- وولفجانج سيدل
- كلاوس فروديجمان.

المتعاونون
- مانويل جوتشينغ
- كلاوس شولز
- هارتموت إنكه
- لوتز البريتش
- مايكل غونتر
- ديتر سيرفاس
- كريستا رونج.[9]

## أسلوب موسيقى الفريق
قام فريق "اربشن" بأداء موسيقى حرة وارتجالية وتجريبية، يشبه إلى حد ما الموسيقى الصناعية. تحتوي بعض المقطوعات الموسيقية على ألحان مميزة أو عناصر إيقاعية قوية، تشبه أحيانًا أعمال كونراد شنيتزلر السابقة مع فريقه القديم "تانجرين دريم.
كتب الموسيقي «دافيد كينان David Keenan» لصحيفة «الواير The Wire» عام 2005: «كان فريق اربشن ذو شكل حر متعدد التخصصات قام بتجميعها عازف التشيلو وعازف الكمان والمرتجل الإلكتروني المبكر كونراد شنيتزلر، حيث عمل كمركز أبحاث للكراتو روك  المتفجر آنذاك أكثر من كونهم فريق للأداء المسرحي المباشر، مع عضوية متجددة للفريق».

## أشهر أغاني الفريق
- لا أستطيع تحمل المطر (1978) I can't stand the rain[11]
- تذكرة ذهاب فقط (1979) One way ticket[12]

## وصلات خارجية
- Schnitzler, Conrad 1980 interview. Retrieved August 31, 2007.
- Captain Trip Records . Retrieved August 31, 2007.
- Mutant Sounds . Retrieved August 31, 2007.